# Amanda Forbis
Amanda Forbis (* 1963 in Calgary) ist eine kanadische Animationsfilmerin.

## Leben
Forbis wuchs in Calgary auf. Sie studierte an der University of Lethbridge und bis 1988 am Emily Carr Institute of Art and Design, wo sie Wendy Tilby kennenlernte. Forbis begann am National Film Board of Canada als leitender Animator am Film The Reluctant Deckhand zu arbeiten. Ab 1995 widmete sie sich mit Wendy Tilby dem ersten gemeinsamen Animationskurzfilm When the Day Breaks, der 1999 seine Premiere erlebte. When the Day Breaks wurde ein großer Erfolg, erhielt eine Oscarnominierung und gewann 1999 in Cannes die Goldene Palme für den besten Kurzfilm.
Mit Wendy Tilby schuf Forbis in der Folgezeit verschiedene Werbeanimationsfilme, unter anderem für United Airlines (The Meeting, The Interview). Nach der Veröffentlichung von When the Day Breaks begannen Forbis und Tilby zudem die Arbeit am zweiten gemeinsamen Kurzanimationsfilm Wild Life, die über Jahre fortgesetzt wurde. Für die Arbeit am Film zogen beide von Montreal nach Calgary. Wild Life wurde 2011 erstmals aufgeführt und erhielt wie schon die erste Zusammenarbeit eine Oscarnominierung. Zudem wurde der Film für einen Annie Award und einen Genie Award nominiert.

## Filmografie
- 1994: Seven Crows a Secret (nur Animation)
- 1995: The Reluctant Deckhand
- 1999: When the Day Breaks
- 2003: Joe (nur Animation)
- 2011: Wild Life
- 2022: The Flying Sailor

## Auszeichnungen (Auswahl)
- 1999: Goldene Palme für den besten Kurzfilm in Cannes für When the Day Breaks
- 1999: FIPRESCI-Preis und Cristal d’Annecy auf dem Festival d’Animation Annecy für When the Day Breaks
- 2000: Oscar-Nominierung, Bester animierter Kurzfilm, für When the Day Breaks
- 2000: Genie Award, Bester animierter Kurzfilm, für When the Day Breaks
- 2000: Grand Prix des Hiroshima International Animation Festival für When the Day Breaks
- 2012: Oscar-Nominierung, Bester animierter Kurzfilm, für Wild Life
- 2012: Genie-Award-Nominierung, Bester animierter Kurzfilm, für Wild Life
- 2012: Annie-Nominierung bei den Annie Awards für Wild Life
- 2023: Oscar-Nominierung, Bester animierter Kurzfilm, für The Flying Sailor